# Benthoctopus sibiricus
Benthoctopus sibiricus är en bläckfiskart som beskrevs av Loyning 1930. Benthoctopus sibiricus ingår i släktet Benthoctopus och familjen Octopodidae. Inga underarter finns listade i Catalogue of Life.